# DEET
Az N,N-dietil-meta-toluamid, rövidítve DEET enyhén sárga színű olaj, a rovarűzőszerek (repellensek) leggyakoribb hatóanyaga. Bőrre vagy ruházatra juttatva használatos kullancs- és szúnyogcsípés megelőzésére, valamint más, betegséget terjesztő rovarok távol tartására.

## Története
A DEET-t az Amerikai Egyesült Államok hadserege fejlesztette ki a második világháború dzsungelharcaiban szerzett tapasztalatok alapján. Eredetileg mezőgazdasági területeken vizsgálták mint peszticidet, katonai alkalmazása 1946-ban kezdődött, polgári felhasználása 1957 óta tart. Vietnámban és Délkelet-Ázsiában használták.

## Előállítása
A szobahőmérsékleten enyhén sárga folyadékot m-toluilsavnak (3-metilbenzoesav) a megfelelő savkloriddá alakításával, majd ennek dietil-aminnal történő reagáltatásával lehet előállítani:

## Hatásmechanizmusa
Korábban úgy gondolták, hogy a DEET blokkolja a rovarok 1-oktén-3-ol szaglóreceptorait. Ez az illékony vegyület az emberi izzadságban és leheletben fordul elő. Az elterjedt nézet szerint a DEET mintegy „megvakítja” a rovar érzékszerveit, ezért a fenti vegyületet termelő ember vagy állat nem váltja ki belőle a szúrási/csípési ösztönt. A korábbi elképzelésekkel szemben úgy látszik, hogy a DEET nem befolyásolja a rovar szén-dioxid szagérzékét.
Újabb bizonyítékok azt támasztják alá, hogy a DEET valódi rovarűzőszer, hatása azon alapul, hogy a szúnyogok nagyon nem szeretik a kémiai rovarűzőszer szagát. A szúnyogok különleges érzékelő antennáiban azonosítottak egy szagérzékelő neurontípust, mely a DEET és más ismert rovarűzőszer, mint például a cineol, linalool és tujon hatására aktivizálódik. Ezen kívül egy viselkedési kísérletben a DEET erős rovarűző hatást mutatott a vonzó testszagot okozó 1-okten-3-ol, tejsav és szén-dioxid hiányában is. Hím és nőstény szúnyogok is azonos reakciót mutattak.
Egy újabb strukturális vizsgálat feltárta, hogy a DEET nagy alakkomplementaritással kapcsolódik az Anopheles gambiae 1-es szagkötő fehérjéjéhez (AgamOBP1), ami valószínűsíti, hogy a DEET és talán más repellensek molekuláris célpontja is az AgamOBP1.

## Koncentráció
A DEET-t gyakran spray vagy tonik formában árulják akár 100%-os töménységig. A Consumer Reports című amerikai lap közvetlen összefüggést talált a DEET koncentrációja és a rovarcsípés elleni védelem hossza között. Úgy találták, hogy a 100%-os DEET 12 óráig is védelmet jelenthet, míg számos más kisebb DEET koncentrációjú termék csak 3–6 óra védelmet nyújtott. Más kutatások is megerősítették a DEET hatásosságát. A Center for Disease Control 30-50%-os DEET-t ajánl a rovarok által hordozott patogének terjedésének megakadályozására.

## Egészségügyi hatásai
Elővigyázatosságként a gyártók azt javasolják, hogy a DEET-tartalmú készítményeket ne használják ruha alatt vagy sérült bőrfelületen, és újabb adag használata előtt, illetve ha már nincs szükség a hatására, mossák le az érintett felületről. A DEET irritáló hatást fejthet ki, ritkán bőrreakciót is kiválthat.
Egészségi okokra hivatkozva Kanadában a hatóság (Health Canada) 2002-es újraértékelésében betiltotta az emberi felhasználásra szánt, 30%-nál több DEET-t tartalmazó rovarriasztószereket. 2–12 éves gyerekeknél csak 10%-os vagy hígabb DEET-alapú készítmény használatát javasolják, naponta legfeljebb 3 alkalommal; 2 évesnél fiatalabb gyerekek esetén naponta legfeljebb 1-szeri ajánlanak. 6 hónapnál fiatalabb csecsemőknél semmilyen DEET-tartalmú készítmény használatát nem javasolják.
Kimutatták, hogy a DEET mind a rovarokban, mind az emlősökben gátolja a központi idegrendszer egyik enzimének, az acetilkolinészteráznak a működését. Ez az enzim az acetilkolin neurotranszmitter hidrolízisét végzi, így szerepet játszik az izmokat irányító neuronok működésében. Ezen a tulajdonságon alapul számos rovarirtószer: blokkolják az acetilkolinészterázt, így az acetilkolin felhalmozódik a szinaptikus résben, ami neuromuszkuláris paralízist és fulladásos halált okoz. A DEET-t rendszerint inszekticidekkel kombinálva alkalmazzák. A DEET növeli az acetilkolinészterázt blokkoló inszekticidek egyik csoportjának, a karbamátoknak a toxicitását. Ezek az eredmények bizonyítják, hogy a szaglórendszerre kifejtett toxikus hatáson kívül a DEET a rovarok agyára is hat, és toxicitása más rovarirtószerekkel együtt alkalmazva erősödik.
2012-ben médiabeszámolók szerint két kanadai testvér meghalt, amikor Thaiföldön fogyasztottak ebből az anyagból. (Beszámolók szerint ott a „4x100” koktél összetevőjeként használják a DEET-t.)

## Hatása az anyagokra
A DEET jó oldószer, és oldhat egyes műanyagokat, rayont, spandexet, más műszálakat és festett vagy lakkozott felületeket, beleértve a körömlakkot.

## Környezeti hatása
Bár a DEET valószínűleg nem halmozódik fel az élőlényekben, kimutatták, hogy hidegvízi halakra, például a szivárványos pisztrángra és a tilápiára enyhén mérgező hatású, és kimutatták néhány édesvízi állati plankton fajra gyakorolt mérgező hatását is.
Gyártása és felhasználása következtében egyes vizekben, például a Mississippiben és mellékfolyóiban kis mennyiségben kimutatható a DEET jelenléte: egy 1991-es vizsgálatban 5–201 ng/l közötti koncentrációkat mértek.

## Fordítás
Ez a szócikk részben vagy egészben a DEET című angol Wikipédia-szócikk ezen változatának fordításán alapul.  Az eredeti cikk szerkesztőit annak laptörténete sorolja fel. Ez a jelzés csupán a megfogalmazás eredetét és a szerzői jogokat jelzi, nem szolgál a cikkben szereplő információk forrásmegjelöléseként.